# Borgerhout
Borgerhout este un district al orașului belgian Anvers. A fost o comună de sine stătătoare înainte de fuziunea comunelor din 1983.
În anii 1950 și 1960, o importantă comunitate marocană, venită în principal din Rif, s-a stabilit în comună. Districtul este cunoscut astăzi ca un loc cu o puternică prezență a comunității marocane musulmane, în special berbere.
În anii 2010, Borgerhout a devenit un nod central al traficului de droguri și al rețelelor organizate ale Mocro Maffia. Cotidianul De Morgen a dezvăluit că economia din Borgerhout ar fi în mare parte ilegală. Cu toate acestea, în ultimii ani, cartierul a cunoscut și o diversificare a populației și un anumit proces de gentrificare, datorită poziției sale favorabile și chiriilor reduse.

## Demografie
- Surse: INS, 1831 până în 1981 = recensăminte[5]
- 1836: A fost înființată ca comună de sine stătătoare prin separarea de Deurne-Borgerhout.

## Personalități
- Jérémy Doku (n. 2002), fotbalist născut la Borgerhout
- Benjamin Bouchouari⁠(d) (n. 2001), fotbalist născut la Borgerhout
- Jamal Ben Saddik⁠(d) (n. 1990), kickboxer care a crescut în Borgerhout
- Guillaume Geefs⁠(d) (1805–1883), sculptor
- Firmin Lambot⁠(d) (1886–1964), ciclist, a murit la Borgerhout
- Floris Jespers⁠(d) (1889–1965), pictor și gravor
- Joseph Smolderen⁠(d) (1889–1973), arhitect
- Antoinette Feuerwerker⁠(d) (1912–2013), juristă și luptătoare în Rezistența franceză, născută la Borgerhout
- Maria Rosseels (1916–2005), scriitoare și jurnalistă
- Mala Zimetbaum⁠(d) (1918–1944), luptătoare în rezistență ucisă la Auschwitz
- Joris Note⁠(d) (n. 1949), scriitor
- Carl Verbraeken⁠(d) (n. 1950), președinte al Uniunii Compozitorilor Belgieni.
- Anne Provoost⁠(d) (n. 1964), scriitoare.